# Вествуд (Канзас)
Вествуд (енгл. Westwood) град је у америчкој савезној држави Канзас.

## Демографија
По попису из 2010. године број становника је 1.506, што је 27 (-1,8%) становника мање него 2000. године.
| Група             | 2000.         | 2010.         |
| Белци             | 1.409 (91,9%) | 1.320 (87,6%) |
| Афроамериканци    | 5 (0,3%)      | 13 (0,9%)     |
| Азијати           | 26 (1,7%)     | 27 (1,8%)     |
| Хиспаноамериканци | 78 (5,1%)     | 116 (7,7%)    |
| Укупно            | 1.533         | 1.506         |